# 富桑村
富桑村（ふそうそん）は、鳥取県岩美郡にあった自治体である。1896年（明治29年）3月31日までは邑美郡に属した。

## 概要
鳥取市の中心市街地に隣接し、千代川下流右岸の千代橋から八千代橋の間に位置した。
村名が富桑となった経緯について記録は残されていないが、江戸期に鳥取藩が養蚕業を奨励し桑園についても積極的に助成していたため、当村のほとんどの畑地が桑園となっていた。そのため桑園が当村の象徴だったことから未来の繁栄を願い「富栄」「桑園」の村として選定されたと推察される。
往古は品治郷に属した。元禄14年（1701年）に鳥取町の枝郷だった品治村が分村したが、1876年（明治9年）に鳥取県が廃止されて島根県に合併されると翌年に品治村は分割され、上品治が東品治村と、下品治が西品治村となった。
行徳村には鳥取町21町の氏神である聖大明神が祭られ、寺は曹洞宗宗知山無縁寺や浄土宗叶蓮山恵性院・同宗称名庵・同宗弁成庵などがあった。このため信心の村として仏教用語の「行徳」を村名にしたと考えられる。
田野島村（田之島村）は往古の村田・入野・中島の三領主にちなんだ村名と伝えられ、元禄4年（1691年）作成の国絵図で田島村と改められた。千代川上流側から当村までの土手には松並木があり「松原」と呼ばれていた。さらに下流側には上流部の松より小さい「小松原」が続いていた。
1921年（大正10年）の鳥取市議会で当村および美保村・面影村・稲葉村の各一部との合併問題が起きているが、翌年7月の市政調査会でまず当村のみ合併することが決定し、鳥取市発足後の編入合併第1号となった。この時の合併条件は「上水道幹線を敷設し防水のためのホースを2箇所設置（ガソリンポンプ2台追加購入し計6台として消防を強化）」「小学校の改築」「摩尼寺より田島 - 西品治 - 行徳を貫通する道路を布設」の3件であった。

## 沿革
- 1877年（明治10年） - 品治村が東品治村と西品治村に分村する[1]。
- 1884年（明治17年） - 連合戸長役場設置により行徳村は邑美郡第四連合戸長役場の、田島村と西品治村は同第五連合戸長役場の管轄区域に属する[1][2]。
- 1889年（明治22年）10月1日 - 町村制の施行により、第四・第五連合区域から行徳村・西品治村・田島村が合併して村制施行し、邑美郡富桑村が発足。旧村名を継承した3大字を編成し、役場を大字西品治村に設置[1][3]。それ以外は市制施行して鳥取市となった[2]。
- 1896年（明治29年）4月1日 - 郡制の施行により、邑美郡・法美郡・岩井郡の区域をもって岩美郡が発足し、岩美郡富桑村となる。
- 1914年（大正3年）10月1日 - 「富桑村大字○○村」から大字の「村」を削除し、「富桑村大字○○」と改称[4]。
- 1923年（大正12年）5月10日 - 鳥取市に編入。同日富桑村廃止[5]。

## 合併後
3大字（行徳・西品治・田島）は鳥取市の大字として継承されたが、その後一部は今町・南町・扇町・幸町・相生町・青葉町・田園町・松並町・丸山町となった。
また現在の鳥取市自治連合会の地区別単位組織としての富桑地区は、行徳1〜3区・千代町1〜3区・寿団地・新茶屋・元品治・元品治2区・西品治1〜7区・県住西品治団地・西品治北団地・田島2区・平成町の計21地区を構成している。

## 行政

### 戸長
- 邑美郡第四連合戸長役場：野口信貞（所在地：瓦町、管轄区域：瓦町・東品治村・川外大工町・今町一丁目・今町二丁目・梶川町・南本寺町・行徳村）[2][8][9]
- 邑美郡第五連合戸長役場：石賀熊哲（所在地：新鋳物師町、管轄区域：新鋳物師町・北本寺町・元鋳物師町・新品治町・丹後片原町・薬師町・大森町・川下町・田島村・西品治村）[2][8][9]

### 歴代村長
| 代         | 氏名       | 就任年月日                 | 退任年月日                 | 出身         | 備考         |
| ---------- | ---------- | -------------------------- | -------------------------- | ------------ | ------------ |
| 初         | 谷口豊次郎 | 1889年（明治22年）11月26日 | 1893年（明治26年）11月25日 | 田島         | 満期         |
| 2          | 谷口豊次郎 | 1893年（明治26年）11月26日 | 1893年（明治26年）11月     | 田島         | 辞職         |
| 3          | 清水金蔵   | 1893年（明治26年）12月2日  | 1897年（明治30年）11月     |              | 満期         |
| 4          | 清水金蔵   | 1897年（明治30年）12月     | 1898年（明治31年）4月17日  |              | 死亡         |
| 5          | 猪平貞綱   | 1898年（明治31年）4月21日  | 1902年（明治35年）4月14日  | 行徳         | 満期         |
| 6          | 松本敬親   | 1902年（明治35年）4月23日  | 1906年（明治39年）4月22日  | 西品治       | 満期         |
| 7          | 松本敬親   | 1906年（明治39年）4月30日  | 1910年（明治43年）3月29日  | 西品治       | 満期         |
| 8          | 谷口豊次郎 | 1910年（明治43年）4月23日  | 1914年（大正3年）4月22日   | 田島         | 満期         |
| 9          | 谷口豊次郎 | 1914年（大正3年）4月23日   | 1918年（大正7年）4月       | 田島         | 満期         |
| 10         | 谷口豊次郎 | 1918年（大正7年）4月22日   | 1920年（大正9年）3月11日   | 田島         | 依願退職     |
| 11         | 石河和太郎 | 1920年（大正9年）3月30日   | 1923年（大正12年）5月9日   | 千代水村安長 | 鳥取市に編入 |
| 参考文献 - |            |                            |                            |              |              |

## 教育
- 富桑尋常高等小学校（現・鳥取市立富桑小学校）

## 交通

### 鉄道
- 最寄り駅：鳥取駅

### 道路
- 吉岡街道：1881年の鳥取県再置後、鳥取から米子間の道路改修が最も重要で急務とされ、1883年1月に起工し1887年11月までに国道25号として建設。千代橋もその過程で1883年（明治16年）に建設された[1]。
- 伯耆街道（米子往来）[1]

## 出身者
- 山内虎蔵（8代鳥取市長、行徳村生まれ、1867年 - 1924年）
- 押本映治（俳優、行徳生まれ、1900年 - 1946年）
- 中河美芳（プロ野球選手、行徳生まれ、1920年 - 1944年）